# Rüdiger Schmitt (Genetiker)

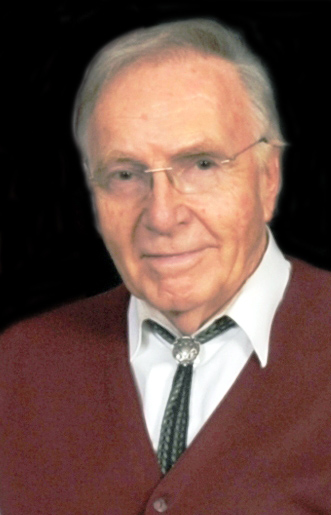
Rüdiger Schmitt

Rüdiger Schmitt (* 25. Mai 1936 in Münster) ist ein deutscher Genetiker und Molekularbiologe. Er ist emeritierter Professor an der Universität Regensburg. Forschungsarbeiten von Schmitt betreffen Fragen der übertragbaren Antibiotikaresistenz bei Enterobakterien, der gerichteten Bewegung (Chemotaxis) von symbiontischen Bodenbakterien (Rhizobiaceae) und der Zelldifferenzierung bei der Grünalge Volvox carteri.

## Leben
Schmitt studierte von 1955 bis 1961 Chemie, Physik und Physiologie an der TU Berlin und der TU Braunschweig. Er promovierte 1963 in Organischer Chemie an der TU Braunschweig bei Hans Herloff Inhoffen. Von 1964 bis 1966 war er Postdoktorand in Stanford, California, USA am Syntex Institute for Molecular Biology unter dem Mentorat von Joshua Lederberg und Carl Djerassi. 1966 ging er für zwei Jahre als wissenschaftlicher Mitarbeiter an die National Institutes of Health (NIH) in Bethesda, Maryland USA. 1969 habilitierte er sich an der Universität Erlangen. Bis 1974 war er dort am Institut für Mikrobiologie als Privatdozent für Molekulargenetik tätig.
Von 1974 bis 2004 war Schmitt Ordinarius für Genetik an der Universität Regensburg. Als Prorektor schloss er internationale Partnerschaften mit der Washington University (St. Louis, USA), der Karls-Universität (Prag), der Kanazawa-Universität (Japan) und der Lomonossow-Universität (Moskau). Schmitt war Gastwissenschaftler an den Universitäten Genf, Edinburgh, Bristol, der Washington University (St. Louis) und der Harvard University. Als UNESCO Invited Lecturer hielt er 1987 Vorlesungen am Institute of Nutritional Resources in Beijing, China. Von 1982 bis 2004 war er Vertrauensdozent der Studienstiftung des deutschen Volkes. Er war Mitherausgeber des Journal of Bacteriology (1982 bis 1989). Schmitt ist ein Enkel von Anton Rheinländer.

## Forschungsergebnisse
Der medizinische Einsatz wirksamer Antibiotika wird durch die rapide Verbreitung von Resistenzen zusehends eingeschränkt. Ursache sind Resistenzgene, die mittels kleiner Extrachromosomen (Plasmide) und springender Gene (Transposons) höchst effektiv zwischen Bakterien ausgetauscht werden. Das weltweit bei Coli-Bakterien auftretende Transposon Tn1721 überträgt eine Tetracyclin-Resistenz-Determinante TetR, die auf steigende Mengen des Antibiotikums mit erhöhter Resistenz reagiert. Schmitt konnte diese Anpassung auf die rekombinante Amplifikation der TetR Gene zurückführen. Molekulare Details der Tn1721-vermittelten Verbreitung des TetR-Genclusters wurden aufgeklärt.
Symbiontische Bodenbakterien (Rhizobiaceae) schwimmen, angelockt durch Wurzelexudate, mittels rotierender Geißeln in einer Suchbewegung zur Wirtspflanze (Chemotaxis) und infizieren die feinen Wurzelhärchen. Schmitt zeigte, dass Rhizobien mit speziellen ans Bodenmilieu angepassten ‚komplexen‘ Geißeln schwimmen. Diese rotieren ausschließlich im Uhrzeigersinn (anders als beim gut untersuchten E. coli-Paradigma). Die Schwimmrichtung wird durch Variation der Rotationsgeschwindigkeit einzelner Geißeln bestimmt (etwa so wie Raupenfahrzeuge durch das Anstellen einer Kette). Der Motor an der Basis rotierender Geißeln ist eine einzigartige Nanomaschine, deren Antrieb durch einen Protonengradienten Forschern noch Rätsel aufgibt. In seinem Modell des rotierenden Geißelmotors formulierte Schmitt ein schlüssiges Konzept für die ungelöste Umwandlung protonmotorischer Kraft in Drehmoment.
Zusammen mit David L. Kirk (St. Louis) untersuchte Schmitt das genetische Programm für die Zelldifferenzierung der grünen Kugelalge Volvox carteri, eines der einfachsten Modelle für die ‚Arbeitsteilung‘ zwischen sterblichen Somazellen und unsterblichen Keimzellen. Mit eigens angepassten Techniken der Transposon-Mutagenese und der Transformation charakterisierten sie ein zentrales Regulatorgen (reg A), das die Photosynthese in Somazellen drosselt und so deren Alterung und Tod programmiert. Programmierte Zellalterung und Zelltod wurden damit – erstmals bei einem grünen Organismus – auf eine genetische Blockade der Photosynthese zurückgeführt. Angesichts rasanter Fortschritte in der genetischen und biomedizinischen Forschung, engagierte sich Schmitt seit Mitte der 1980er Jahre in gesellschaftspolitischen Fragen zur Verantwortung des Naturwissenschaftlers.

## Mitgliedschaften in internationalen wissenschaftlichen Vereinigungen
- American Society of Bacteriology (ASM)
- Genetics Society of America (GSA)
- Society of General Microbiology (SGM)
- Gesellschaft Deutscher Chemiker (GDCh)
- Gesellschaft für Biochemie und Molekularbiologie (GBM)
- Gesellschaft für Genetik (GfG)
- Vereinigung für Allgemeine und Angewandte Mikrobiologie (VAAM)
- Verband Biologie, Biowissenschaften und Biomedizin in Deutschland (VBIO)
- Robert-Koch-Stiftung e. V.

## Ehrungen und Auszeichnungen
- 1959–1963 Stipendiat der Studienstiftung des deutschen Volkes
- 1999 Luigi Pravasoli Award der Phycological Society of America[21]

## Publikationen
- Publikationsliste Rüdiger Schmitt (ResearchGate)